# David Langton
David Langton, född 16 april 1912 i Motherwell i Skottland, död 25 april 1994 i Stratford-upon-Avon i Warwickshire, var en brittisk skådespelare, främst känd för rollen som Richard Bellamy i TV-serien Herrskap och tjänstefolk (1971–1975). Han är far till regissören Simon Langton.

## Biografi
Langton gjorde sig ett stort namn på Storbritanniens teaterscener och gjorde flera fantastiska rollprestationer i titelroller i teaterpjäser som till exempel Macbeth, Othello och Hamlet. 1958 gjorde han rollen som Brick Politt i den första brittiska originaluppsättningen av Tennessee Williams Katt på hett plåttak och spelade då mot Rachel Gurney, som flera år senare kom att spela hans hustru Lady Marjorie i TV-serien Herrskap och tjänstefolk. 1964–1966 spelade han rollen som den bittre och våldsamme George i den brittiska originaluppsättningen av Edward Albees Vem är rädd för Virginia Woolf?, där han också spelade mot Rachel Gurney. 
David Langton skulle egentligen ha skrivit på kontrakt för rollen som M inför den allra första James Bond-filmen Dr. No 1962, men hans kontrakt med West End hindrade honom från detta. 1967 spelade han rollen som James Tyrone Sr i en brittisk filmversion av Eugene O'Neills sista pjäs Lång dags färd mot natt, en roll han belönades med en BAFTA Award för Bästa manliga huvudroll. 
Langton avled i april 1994 till följd av en tids hjärtproblem och hedrades med en begravning i sin hemstad Glasgow, där Royal Scottish Sackpipe Orchestra framförde "Amazing Grace". David Langton har en liten teater i West End uppkallad efter sig, en teater som idag förvaltas av Langtons sonson.

## Filmografi i urval
- 1957 – Ett fartyg har sjunkit
- 1957-1966 - ITV Play of the Week (TV-serie)
- 1960 – Gröna nejlikan (ej krediterad)
- 1960 – Kärlek i Hongkong (ej krediterad)
- 1962-1967 - The Avengers (TV-serie)
- 1964 – Fjärde gången gillt (ej krediterad)
- 1964 – Yeah! Yeah! Yeah! (ej krediterad)
- 1965-1971 - Thirty-Minute Theatre (TV-serie)
- 1971–1975 – Herrskap och tjänstefolk (TV-serie)
- 1976 - The Incredible Sarah
- 1979 - Quintet
- 1980-1981 - The Spoils of War (TV-serie)
- 1981 - Winston Churchill: The Wilderness Years (miniserie)
- 1982 - Charles & Diana: A Royal Love Story (TV-film)
- 1982 - Witness for the Prosecution
- 1983 - The Hound of the Baskervilles (TV-film)
- 1984 - Se min sista vilja
- 1986 – Mullvaden
- 1990 - Beatrix: The Early Life of Beatrix Potter (TV-film)
- 1991 - The Case-Book of Sherlock Holmes (TV-serie)